# Християн Бор
Християн Гаральд Лауріц Пітер Еміль Бор (1855—1911) — данський лікар, батько фізика та лауреата Нобелівської премії Нільса Бора, а також математика та футболіста Гаральда Бора та дід іншого фізика та лауреата Нобелівської премії Оге Бора. 1881 року одружився з Елен Адлер.

## Особисте життя
Свою першу наукову статтю «Om salicylsyrens indflydelse på kødfordøjelsen» («Про вплив саліцилової кислоти на травлення м'яса») він написав у 22 роки. 1880 року, навчаючись у Карла Людвіга в Лейпцизькому університеті, здобув ступінь доктора філософії з фізіології та 1886 року призначений професором фізіології в Копенгагенському університеті.
За релігійними поглядами Бор був вихований як лютеранин. Надалі був атеїстом.
Християн Бор похований у цвинтарі Асистенс.

## Фізіологія
1891 року він першим описав мертвий простір.
1904 року Християн Бор описав явище, яке зараз називають ефектом Бора, за яким іони водню та вуглекислий газ гетеротопно знижують спорідненість гемоглобіну до кисню. Ця регуляція підвищує ефективність вивільнення кисню гемоглобіном у тканинах, таких як активна м'язова тканина, де швидкий метаболізм утворює відносно високі концентрації йонів водню та вуглекислого газу.